# Brestski rajon
Brestski rajon (vitryska: Брэсцкі Раён, ryska: Брестский район) är ett distrikt i Belarus.   Det ligger i voblasten Brests voblast, i den västra delen av landet, 300 km sydväst om huvudstaden Minsk.